# كريس سوير
كريس سوير (بالإنجليزية: Chris Sawyer)‏ (و. 1961  م) هو مهندس، ومبرمج، ومبرمج ألعاب إسكتلندي، ولد في دندي.

## التعليم
تعلم في جامعة ستراثكلايد.

## وصلات خارجية
- كريس سوير على موقع IMDb (الإنجليزية)
- كريس سوير في قاعدة بيانات الأفلام على الإنترنت